# La Trappe Dubbel

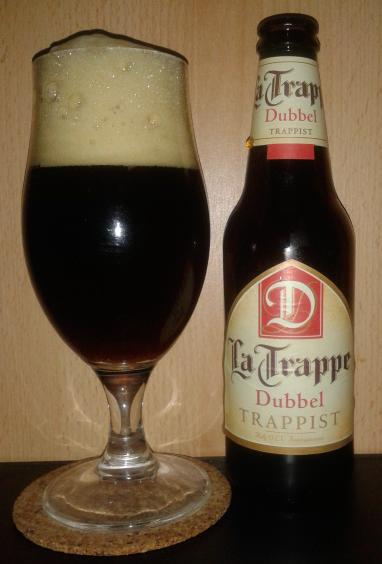
La Trappe Dubbel

La Trappe Dubbel is een bier van La Trappe, gemaakt door de brouwerij van de trappistenabdij Koningshoeven in Berkel-Enschot. Het is een bier met een robijnkleurige kleur. Het bier is een tikkeltje zoet en heeft een alcoholpercentage van 7%.